# C15H10N4O
化学式C15H10N4O（摩尔质量：262.27 g/mol）可以指：
- CGS-13767，CAS号：104614-81-5
- NU-1223，PubChem CID：146464666

|  | 这个同类索引页列出了具有相同分子式的化学物（即同分異構體）条目。 除非您是有意链接至本页，否则应将相应条目的内部链接指向正确的条目。 |